# Storojévskie Khutorà
Storojévskie Khutorà (en rus: Сторожевские Хутора) és un poble de l'óblast de Lípetsk, a Rússia, que el 2011 tenia 563 habitants. Pertany al districte rural d'Úsman.